# 転移性恋愛
転移性恋愛（てんいせいれんあい 英:transference love 独:Übertragungsliebe）とは、患者が転移の結果として治療者に恋愛感情を抱くこと。本来はフロイトの用語だが、臨床心理学用語として使われる。
しかしながら、医療において職業的な境界線を超えることは、医療倫理違反のみならず法律違反ともなる。米国では「患者・医師関係と同時期に起こる性的接触は、不正行為（違法行為）に相当する。 医師と患者間の性的または恋愛的な交流は、医師と患者のあるべき関係を損ない、患者の弱い立場が悪用される可能性があり、 医師の客観的な判断を鈍らせる可能性がある。そのため、最終的に患者にとって有害になり得る」としている。また、ニューヨーク州の衛生局は、医師と患者の性的接触を禁じている。つまり、互いの同意で始まった付き合いでも、その事実が露見すれば、不正行為として懲戒処分をうける。
特に、精神科医と患者が私的関係を持つことは、精神分析を成り立たせなくする治療者の中立性に違反であり、転移を悪用する嫌悪すべきタブー（禁忌）とされてきた。精神科医熊木徹夫はその著書の序文で「私が精神科医になってから18年が経ちましたが、これまでに誰からも改めて『精神科医が患者さんを愛してはいけない』と戒められたことはありません。が、これは人類がどの文化においてもインセスト（近親相姦）タブーを堅持してきたのと同様、精神科医の職業モラルとして最重要なものの一つであり、かつ不文律です。この前提が崩されたとき、精神医療の正義は破綻します」と述べている。
また、看護師と患者の恋愛についても同様で、犯罪行為とされており、「Professional Boundaries and the Nurse-Client Relationship: Keeping it Safe and Therapeutic - Guidelines for Registered Nurses」というガイドラインでは以下のように説明している。
「患者」対「看護師」という時点で不公平な力関係が生じ、患者は看護師に対し脆弱で言いなりにされるがままの弱い立場に置かれる。看護師がその職業的立場を自覚せずに軽視すると、患者は潜在的虐待と搾取の対象となる。その不均衡は、患者は看護師が提供するサービスに依存し、看護師の専門知識と医療機関における権限と、患者個人の秘匿情報に触れる立場、そして患者の決断を左右させうる立場などから来る。また、看護という仕事の特性上、患者に対して密の肉体的、精神的、感情的な親密さという雰囲気を醸成するが、これは同時に患者の脆弱性を増長させてしまう。この潜在的な権力の乱用につながる力関係の不均衡と職業的立場を認識し、患者を萎縮させてしまうように感じさせたり、依存させるようなこと、または弱い立場に付け入るようなことにならないように注意するのは看護師の責任である。

## 文献
- 『フロイト著作集』第9巻 技法・症例篇（1983年、人文書院）「転移性恋愛について」小此木啓吾訳
- 馬場禮子『心理療法と心理検査』（1997年、日本評論社）